# L'Isle-sur-le-Doubs
 L'Isle-sur-le-Doubs  es una población y comuna francesa, en la región de Franco Condado, departamento de Doubs, en el distrito de Montbéliard. Es el chef-lieu y mayor población del cantón de L'Isle-sur-le-Doubs.

## Demografía
| 3162 | 3231 | 3442 | 3205 | 3203 | 3305 |
| Para los censos de 1962 a 1999 la población legal corresponde a la población sin duplicidades (Fuente: INSEE [Consultar]) |      |      |      |      |      |